# Bora-Hansgrohe 2017
Questa voce raccoglie le informazioni riguardanti la squadra ciclistica Bora-Hansgrohe nelle competizioni ufficiali della stagione 2017.

## Organico

### Staff tecnico
|  | Naz.                |    | Sportivo         |  |  |  |
|  | ------------------- | -- | ---------------- |  |  |  |
|  | Germania (bandiera) | GM | Ralph Denk       |  |  |  |
|  | Germania (bandiera) | DS | Enrico Poitschke |  |  |  |
|  | Austria (bandiera)  | DS | Christian Pömer  |  |  |  |
|  | Germania (bandiera) | DS | Steffen Radochla |  |  |  |
|  | Germania (bandiera) | DS | André Schulze    |  |  |  |
|  | Polonia (bandiera)  | DS | Ján Valach       |  |  |  |
|  | Germania (bandiera) | DS | Jens Zemke       |  |  |  |

### Rosa
|  | Naz.                     |  | Sportivo            |      |  |  |
|  | ------------------------ |  | ------------------- | ---- |  |  |
|  | Germania (bandiera)      |  | Pascal Ackermann    | 1994 |  |  |
|  | Nuova Zelanda (bandiera) |  | Shane Archbold      | 1989 |  |  |
|  | Rep. Ceca (bandiera)     |  | Jan Bárta           | 1987 |  |  |
|  | Slovacchia (bandiera)    |  | Erik Baška          | 1994 |  |  |
|  | Italia (bandiera)        |  | Cesare Benedetti    | 1987 |  |  |
|  | Irlanda (bandiera)       |  | Sam Bennett         | 1990 |  |  |
|  | Polonia (bandiera)       |  | Maciej Bodnar       | 1985 |  |  |
|  | Germania (bandiera)      |  | Emanuel Buchmann    | 1992 |  |  |
|  | Germania (bandiera)      |  | Marcus Burghardt    | 1983 |  |  |
|  | Germania (bandiera)      |  | Silvio Herklotz     | 1994 |  |  |
|  | Slovacchia (bandiera)    |  | Michael Kolář       | 1992 |  |  |
|  | Rep. Ceca (bandiera)     |  | Leopold König       | 1987 |  |  |
|  | Austria (bandiera)       |  | Patrick Konrad      | 1991 |  |  |
|  | Polonia (bandiera)       |  | Rafał Majka         | 1989 |  |  |
|  | Australia (bandiera)     |  | Jay McCarthy        | 1992 |  |  |
|  | Portogallo (bandiera)    |  | José Mendes         | 1985 |  |  |
|  | Austria (bandiera)       |  | Gregor Mühlberger   | 1994 |  |  |
|  | Italia (bandiera)        |  | Matteo Pelucchi     | 1989 |  |  |
|  | Germania (bandiera)      |  | Christoph Pfingsten | 1987 |  |  |
|  | Polonia (bandiera)       |  | Paweł Poljański     | 1990 |  |  |
|  | Austria (bandiera)       |  | Lukas Pöstlberger   | 1992 |  |  |
|  | Slovacchia (bandiera)    |  | Juraj Sagan         | 1988 |  |  |
|  | Slovacchia (bandiera)    |  | Peter Sagan         | 1990 |  |  |
|  | Lettonia (bandiera)      |  | Aleksejs Saramotins | 1982 |  |  |
|  | Germania (bandiera)      |  | Andreas Schillinger | 1983 |  |  |
|  | Germania (bandiera)      |  | Michael Schwarzmann | 1991 |  |  |
|  | Germania (bandiera)      |  | Rüdiger Selig       | 1989 |  |  |

## Palmarès

### Corse a tappe
World Tour
- Parigi-Nizza

3ª tappa (Sam Bennet)
- Tirreno-Adriatico

3ª tappa (Peter Sagan)
5ª tappa (Peter Sagan)
- Giro d'Italia

1ª tappa (Lukas Pöstlberger)
- Tour of California

2ª tappa (Rafał Majka)
3ª tappa (Peter Sagan)
- Tour de Suisse

5ª tappa (Peter Sagan)
8ª tappa (Peter Sagan)
- Tour de France

3ª tappa (Peter Sagan)
20ª tappa (Maciej Bodnar)
- Tour de Pologne

1ª tappa (Peter Sagan)
- BinckBank Tour

1ª tappa (Peter Sagan)
3ª tappa (Peter Sagan)
- Vuelta a España

14ª tappa (Rafał Majka)
- Presidential Cycling Tour of Turkey

1ª tappa (Sam Bennet)
2ª tappa (Sam Bennet)
3ª tappa (Sam Bennet)
5ª tappa (Sam Bennet)
Continental
- Tour of Slovenia

1ª tappa (Sam Bennet)
3ª tappa (Rafał Majka)
4ª tappa (Sam Bennet)
Classifica generale (Rafał Majka)
- Czech Cycling Tour

2ª tappa (Sam Bennet)
4ª tappa (Sam Bennet)

### Corse in linea
World Tour
- Grand Prix Cycliste de Québec (Peter Sagan)

Continental
- Kuurne-Bruxelles-Kuurne (Peter Sagan)
- Rund um Köln (Gregor Mühlberger)
- Sparkassen Münsterland Giro (Sam Bennett)

### Campionati nazionali
- Campionati lettoni

Cronometro (Aleksejs Saramontis)
- Campionati cechi

Cronometro (Jan Bárta)
- Campionati tedeschi

In linea (Marcus Burghardt)
- Campionati slovacchi

In linea (Juraj Sagan)
- Campionati austriaci

In linea (Gregor Mühlberger)

### Campionati mondiali
Nota: nei campionati mondiali gli atleti gareggiano rappresentando la propria federazione, e non la squadra di appartenenza.
- Campionati del mondo

In linea (Peter Sagan)

## Classifiche UCI

### Calendario mondiale UCI
Individuale
Piazzamenti dei corridori della Bora-Hansgrohe nella classifica individuale dell'UCI World Tour 2017.
| Pos. | Ciclista            | Punti |
| ---- | ------------------- | ----- |
| 4    | Peter Sagan         | 2 544 |
| 32   | Rafał Majka         | 1 117 |
| 75   | Sam Bennet          | 548   |
| 80   | Jay McCarthy        | 505   |
| 90   | Lukas Pöstlberger   | 414   |
| 95   | Emanuel Buchmann    | 389   |
| 101  | Patrick Konrad      | 353   |
| 156  | Maciej Bodnar       | 142   |
| 165  | Paweł Poljański     | 125   |
| 219  | Marcus Burghardt    | 74    |
| 229  | Rüdiger Selig       | 68    |
| 269  | Gregor Mühlberger   | 45    |
| 280  | Juraj Sagan         | 40    |
| 310  | José Mendes         | 28    |
| 321  | Silvio Herklotz     | 24    |
| 338  | Michael Schwarzmann | 22    |
| 359  | Matteo Pelucchi     | 15    |
| 361  | Christoph Pfingsten | 14    |
| 369  | Aleksejs Saramotins | 12    |
| 371  | Pascal Ackermann    | 11    |
| 376  | Jan Bárta           | 10    |
| 402  | Leopold König       | 5     |
| 403  | Andreas Schillinger | 5     |
| 411  | Cesare Benedetti    | 5     |
| 429  | Shane Archbold      | 1     |

Squadra
La squadra Bora-Hansgrohe ha chiuso in ottava posizione con 6 516 punti.